# Laas (Gers)

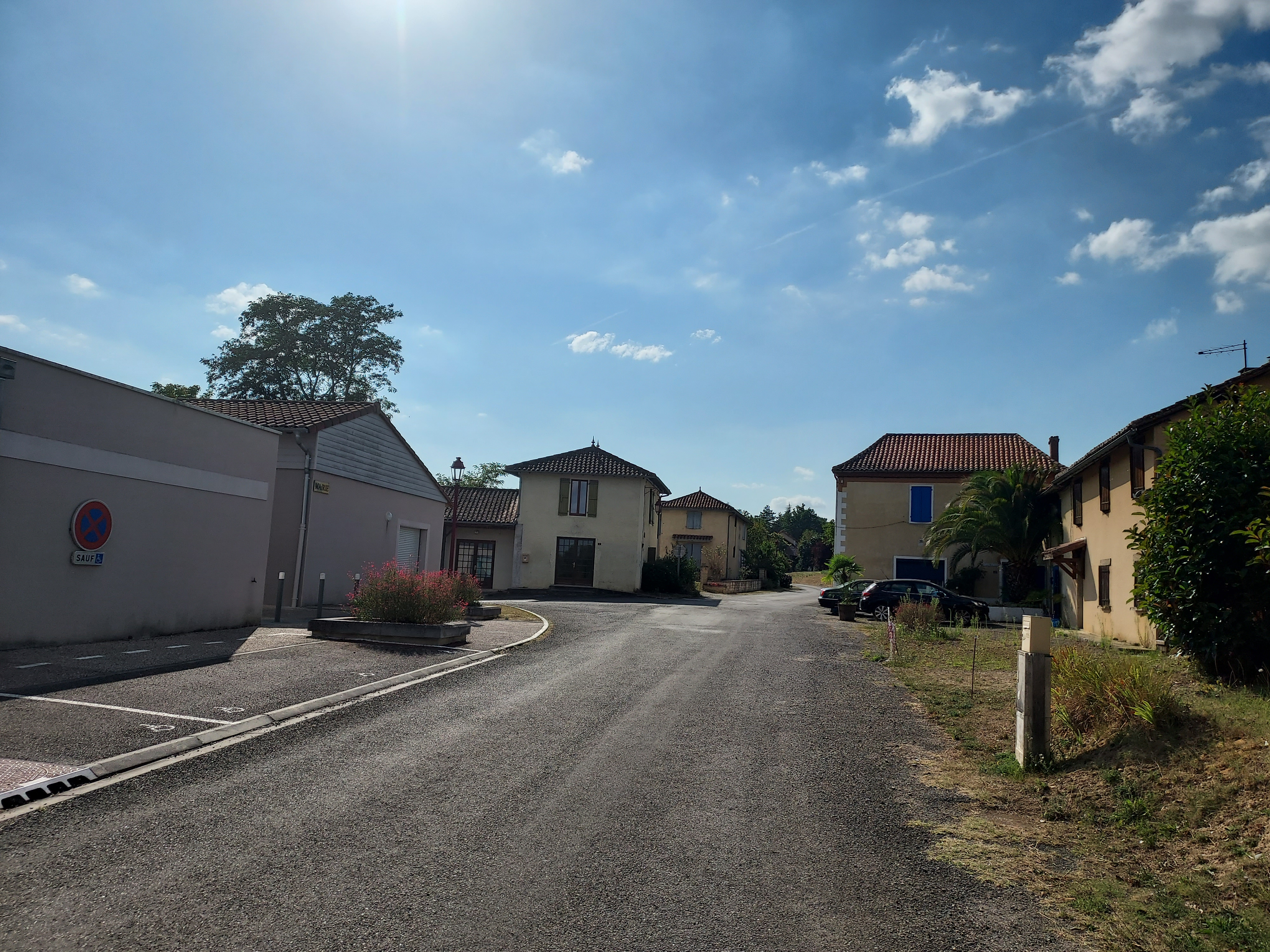
Laas

Laas (gaskognisch: Laàs) ist eine französische Gemeinde mit 318 Einwohnern (Stand 1. Januar 2022) im Département Gers in der Region Okzitanien (bis 2015 Midi-Pyrénées); sie gehört zum Arrondissement Mirande und zum Gemeindeverband Cœur d’Astarac en Gascogne. Die Bewohner nennen sich Légatiens/Légatiennes.

## Geografie
Laas liegt rund neun Kilometer südwestlich von Mirande und 30 Kilometer südwestlich von Auch im Süden des Départements Gers. Die Gemeinde besteht aus Weilern, zahlreichen Streusiedlungen und Einzelgehöften. Der Fluss Bouès bildet teilweise die westliche und die Osse die östliche Gemeindegrenze.
Nachbargemeinden sind Pallanne im Norden, Marseillan im Norden und Nordosten, Saint-Maur im Nordosten und Osten, Bazugues im Südosten, Miélan im Süden sowie Tillac im Westen.

## Bevölkerungsentwicklung
| Jahr                       | 1793 | 1841 | 1962 | 1968 | 1975 | 1982 | 1990 | 1999 | 2006 | 2011 | 2016 |
| Einwohner                  | 377  | 568  | 287  | 286  | 241  | 244  | 212  | 237  | 296  | 293  | 295  |
| Quellen: Cassini und INSEE |      |      |      |      |      |      |      |      |      |      |      |